# Estación Siete de Abril
La Estación Siete de Abril es una estación de ferrocarril de Siete de Abril, Tucumán, Argentina. Forma parte del Ramal C8 del Ferrocarril Belgrano, que une Rosario de la Frontera con Las Cejas.

## Servicios
La estación fue inaugurada en 1909, junto al ramal C8 del Ferrocarril Belgrano. Originalmente llegaban a la localidad formaciones de pasajeros diarias, y posteriormente tres formaciones semanales. En 1978 el servicio de pasajeros cesó, quedando solamente los servicios de cargas hasta 1990. En 2018 comenzaron las obras para rehabilitar el transporte de cargas en este ramal, concluyendo en 2022 en esta estación. Actualmente no presta servicios de pasajeros, solamente transporte de cargas. Sus vías e instalaciones están a cargo de Trenes Argentinos Cargas.